# Cheonggyecheon

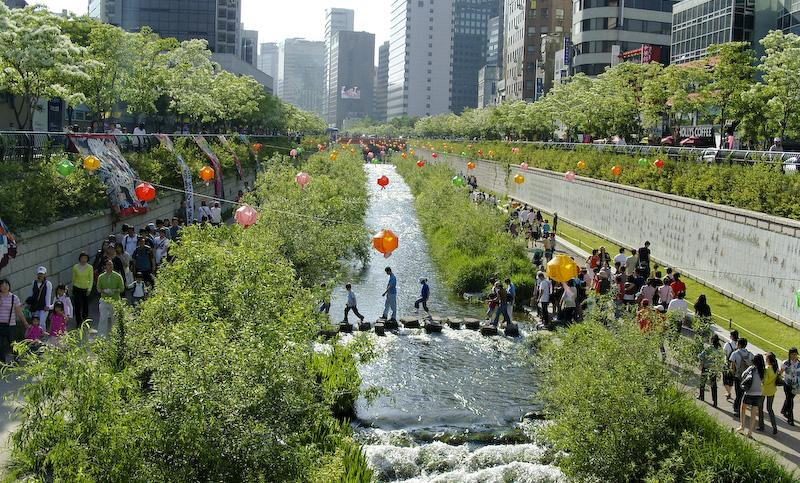
O Cheonggyecheon hoje

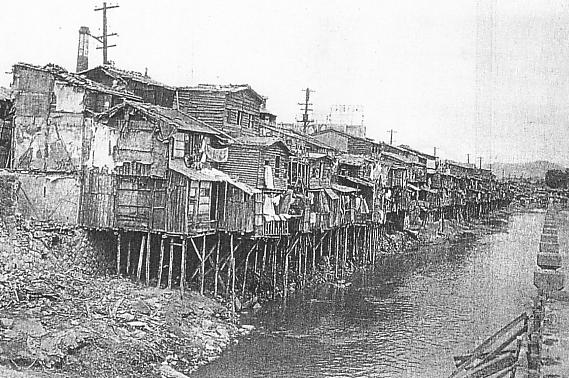
Cheonggyecheon no início do Século XX.

Cheonggyecheon (em Hangul: 청계천) é um riacho urbanizado localizado em Seul, Coreia do Sul, que possui em suas margens um moderno espaço público de recreação e o maior parque horizontal urbano do planeta.

## Geografia
O Cheonggyecheon tem extensão de 5.8 km e é um riacho, também conhecido arroio ou pequeno rio, que flui de oeste para leste, atravessa o centro de Seul e deságua no Rio Han.

## História
Sua história se funde com a história da Coreia. Seu nome original era Gaecheon(개천), termo que, em coreano, literalmente significa riacho. Até 1406, ele estava em seu estado natural e, por isso, quando chuvas fortes atingiam a região, o riacho inundava. Em 1441, foram realizadas obras na tentativa de controlar as cheias. Já na década de 1940, o riacho começou a ficar obstruído em razão da grande quantidade de lixo e efluentes de esgoto nele despejados. Suas margens eram local de comércio onde encontravam-se mercadorias baratas de segunda mão. O cheiro de esgoto estava constantemente no ar, o que motivou, em 1958, a construção de uma cobertura de concreto sobre o leito do rio que causou aumento do nível de poluição sonora e do ar. Já em 1968, uma via expressa elevada foi construída para resolver os problemas de tráfego local, já que a pressão econômica com o rápido crescimento da Coreia se fez presente. Finalmente, em 2003, o projeto de restauração do riacho e de seus arredores se iniciou.

## Tráfego
Os problemas de tráfego de veículos em Seul eram resolvidos na época com a construção de novas vias, mas assim que uma nova via era inaugurada, congestionava-se. Estudo posteriores chamaram essa situação de "demanda induzida". A construção de novas rodovias era a resposta para os problemas de trânsito, mas as coisas mudaram depois da revitalização do Cheonggyecheon.
Engenheiros de tráfego tendiam a ver o tráfego como um líquido, ou seja, havia preenchimento dos espaços e fluência. Por isso, todas as medidas eram tomadas para fazer o trânsito fluir. No entanto, ao remover as vias expressas, notaram que o tráfego se comportava mais como um gás, e sabe-se que os gases tendem a preencher os espaços e se comprimir, se o espaço for reduzido. Assim, mesmo as vias estando interditadas para obras, o tráfego permaneceu igual, pois achou-se outras vias de escape para fluir. No início, as pessoas ficaram preocupadas com a diminuição das vias de tráfego, mas posteriormente esta decisão mostrou-se correta. Um ambiente mais amigável aos pedestres possibilitou que as pessoas andassem e usassem menos o transporte individual.

## Restauração

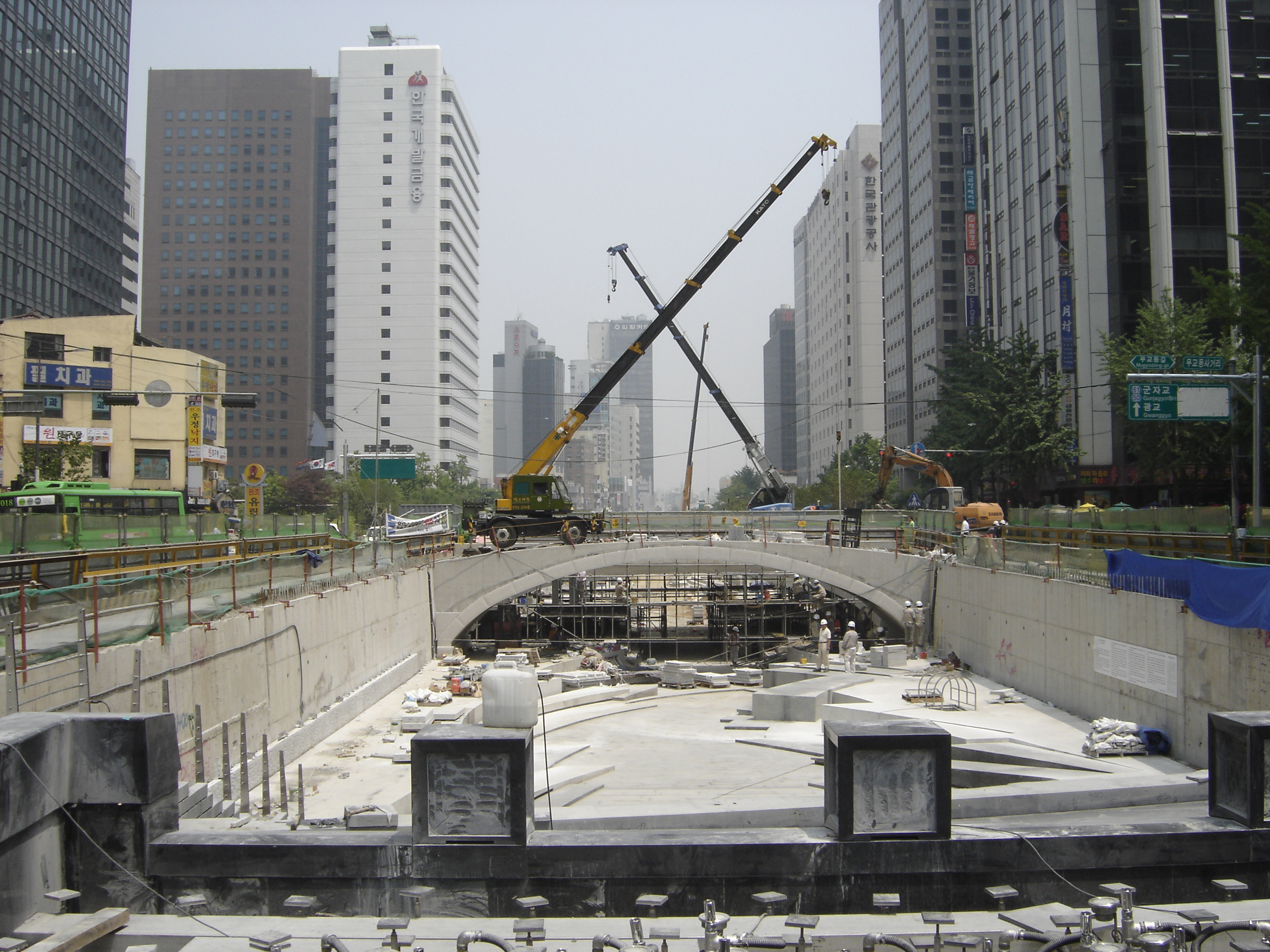
Cheonggyecheon em restauração, 2005

Um projeto idealístico virou realidade quando o prefeito de Seul, Lee Myung-bak, engajou-se em prol da restauração. Vale notar que Myung-Bak é ex-CEO da Hyundai Construções, empresa que construiu a via expressa sobre o leito do Cheonggyecheon. O projeto fez parte de sua plataforma eleitoral para concorrer a presidência da Coreia. Em julho de 2003 iniciou-se a remoção a via expressa elevada, uma mudança radical no desenvolvimento da cidade. Houve um grande movimento de união da sociedade para reintroduzir a natureza no ambiente urbano. A restauração histórica e cultural da região e a revitalização da economia de Seul também foram contempladas no projeto.
A ideia surgiu da conversa entre dois professores da Universidade de Yonsei. Os dois estavam presos em um congestionamento sobre o Cheonggyecheon, na pista elevada, observando a sujeira e falando sobre os velhos tempos do riacho em que um deles se banhava nas águas. Um deles perguntou se era possível restaurar o estado original e o outro respondeu que tecnicamente era possível, então eles se perguntaram:
-Devemos tentar? 
A prefeitura de Seul estabeleceu diversas organizações para garantir o sucesso do projeto, existia um quartel-general do projeto de restauração que controlava as obras, um comitê de cidadãos foi formado para gerenciar conflitos entre o governo e os comerciantes e um corpo de pesquisadores revisava o projeto de restauração.
Para gerenciar os problemas consequentes do tráfego, o quartel-general estabeleceu medidas regulares do fluxo de veículos e pessoas. A restauração de duas pontes históricas, Gwangtonggyo e Supyogyo, também foi uma questão controversa. Diversos grupos levaram voz e opiniões de como restaurar, remover ou não as pontes. O projeto de restauração do Cheonggyecheon teve o propósito de preservar a identidade única, o ambiente natural e reforçar o comércio que cercava o local. O plano encorajava o retorno dos pedestres ao local.
Os escombros da via expressa foram reciclados e reutilizados na restauração do Cheonggyecheon. Mais de 3.000 mil pessoas foram realocadas para outras áreas e milhares de reuniões foram feitas para gerenciar os conflitos. Mais de 5.000 mil azulejos foram pintados pela população. Neles, expressaram-se todos os desejos para o futuro do Cheonggyecheon. Esses azulejos foram colocados nas margens do riacho e são vistos pelos pedestres que transitam o local.
Duas das pilastras que sustentavam as vias elevadas foram deixadas no local e um museu foi criado para que a história do Cheonggyecheon seja relembrada.

## Feng Shui
Para os coreanos o Feng Shui é muito importante. Segundo ele, existe uma antiga teoria da localização que diz: "coloque sua casa entre uma montanha e um rio: a montanha vai te proteger e você terá água limpa para beber". Em Seul, o Cheonggyecheon é o rio que se encaixa perfeitamente ao ditado. A tradução da palavra Cheonggyecheon é "arroio de águas limpas". Um das razões de a capital da Coreia do Sul ter sido escolhida naquele local há mais de 600 anos foi a perfeição do local, cercado de montanhas e água.

## Conquistas
O arroio foi aberto ao público em setembro de 2005 e foi, sem dúvidas, um total sucesso de revitalização urbana. No entanto, havia sido recebido forte oposição de vários comerciantes locais e vendedores de máquinas que operavam na região.
Criar um ambiente com água limpa e cristalina e um habitat natural foi a mais significativa conquista do projeto. Espécies de peixes, pássaros, e insetos aumentaram significativamente depois do projeto estar finalizado. O número de veículos em Seul diminuiu 2,3% e o número de usuários por ônibus aumentou 1.4%, enquanto que o de metrô aumentou 4.3%, o que certamente contribuiu positivamente para a atmosfera local.
O Cheonggyecheon se tornou o centro cultural e de atividades econômicas da cidade e o projeto é referência em todo o mundo, porque mostrou um novo caminho a ser tomado.

## Custo e tempo total da obra
O custo final foi de aproximadamente US$ 281 milhões, o que equivalia a cerca de R$ 491 milhões. Alguns coreanos de organizações ambientais criticaram o projeto pelos altos custos e pela falta de autenticidade ecológica e histórica. As obras duraram por volta de 2 anos e 3 meses para ficarem prontas(iniciaram em julho de 2003 e terminaram em setembro de 2005).

## Ecologia
A flora e a fauna no local é rica, já que diversos tipos foram reintroduzidos e outros voltaram sozinhos.
Plantas: muleoksae, norangkkot íris, salgueiro, jjilrekkot, íris, canas, íris.
Peixes: Pirami, mikkuri, galgyeoni, nuchi, carpa cruciana, beodeulchi, carpa, chambungeo, dolgogi, kkeuri, ginmolgae continentes killifish, minmulgeomjeongmangduk e match vime.
Aves: Garças brancas, gaivota da cauda preta, nonbyeongahri, pato-real, jikbakguri, pardais, baekhalmisae, falcões, soebaekro e ohmoknun ruiva.
Anfíbios: Sapos e Rãs de vários tipos.
Répteis: Mais de sete tipos.
[carece de fontes]

## Fotografias

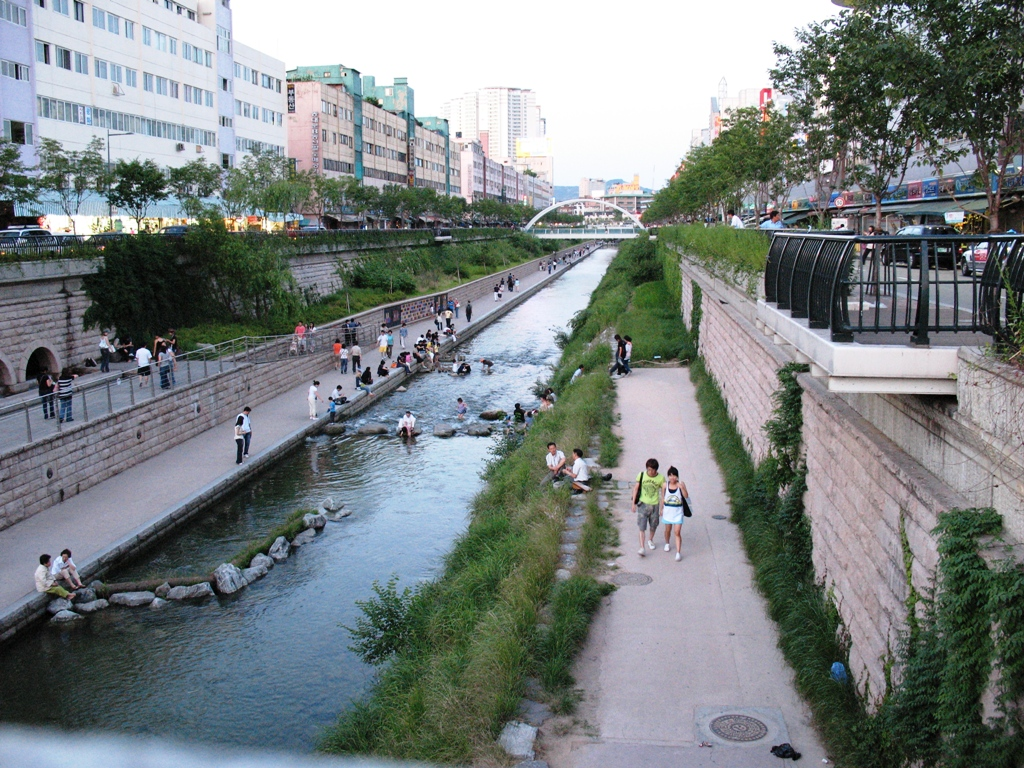
Nos dois lados do riacho é possivel andar.
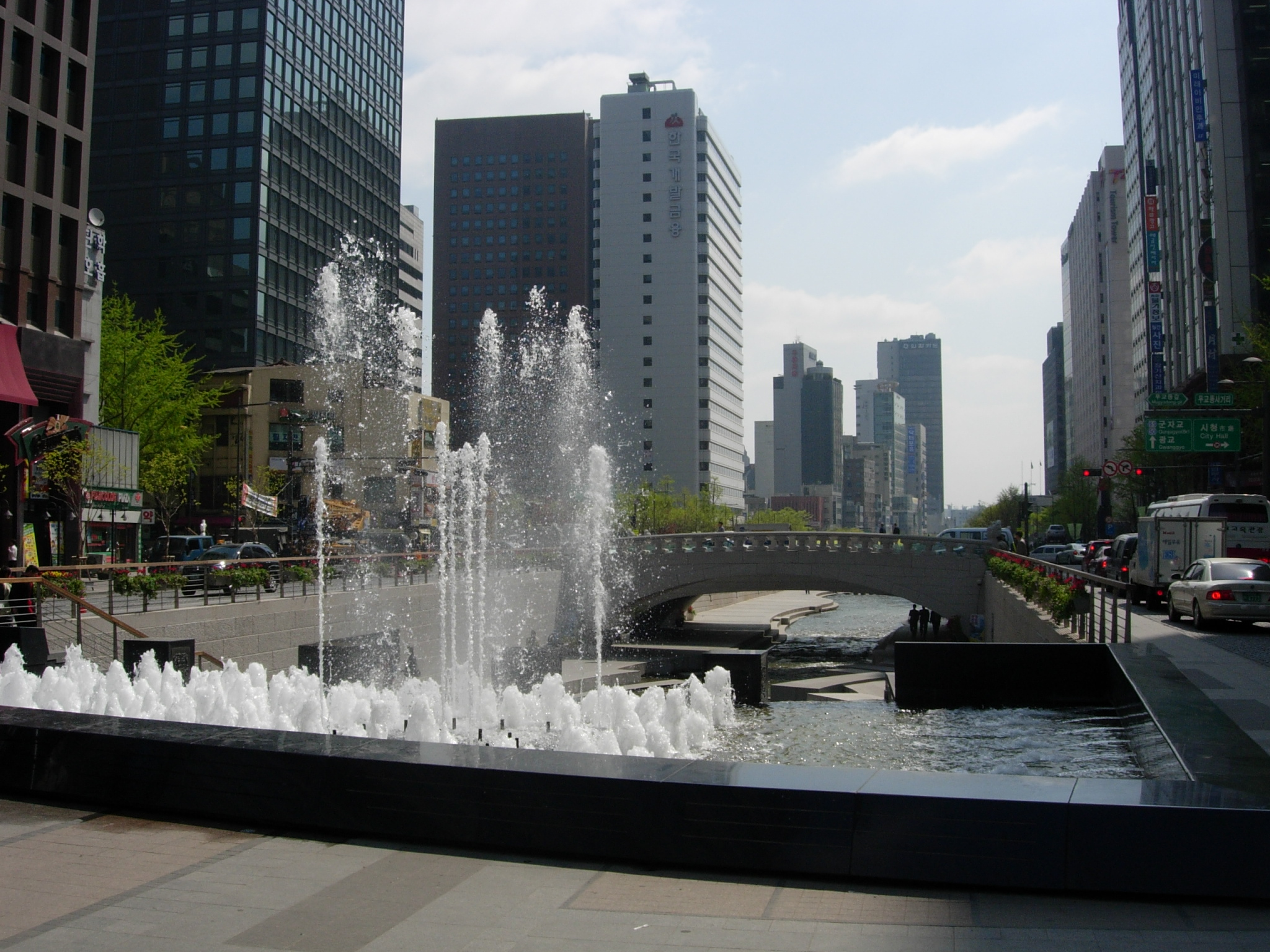
O início do Arroio.
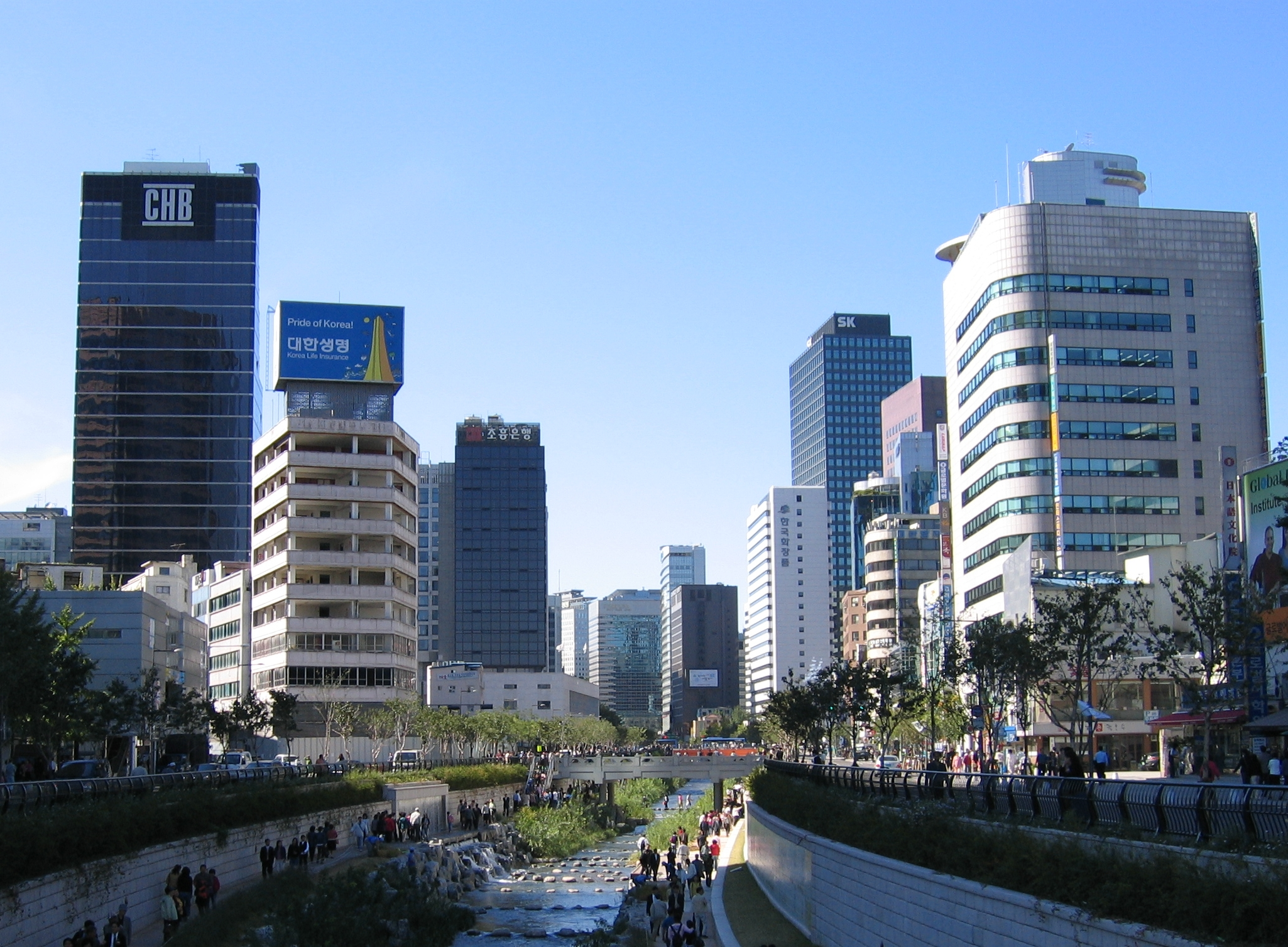
Atravesando o corração de Seoul
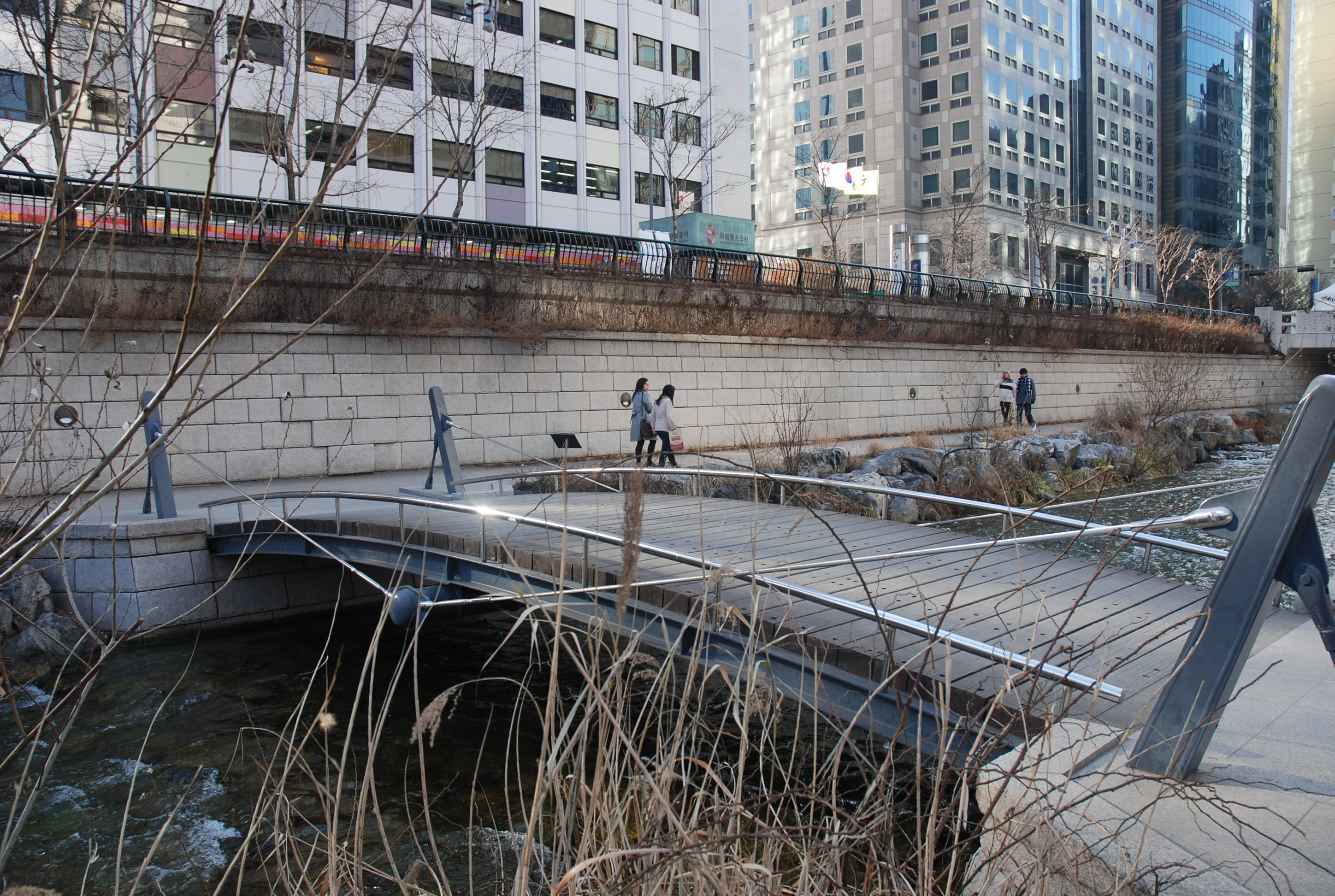
No Inverno, neve se forma no local.
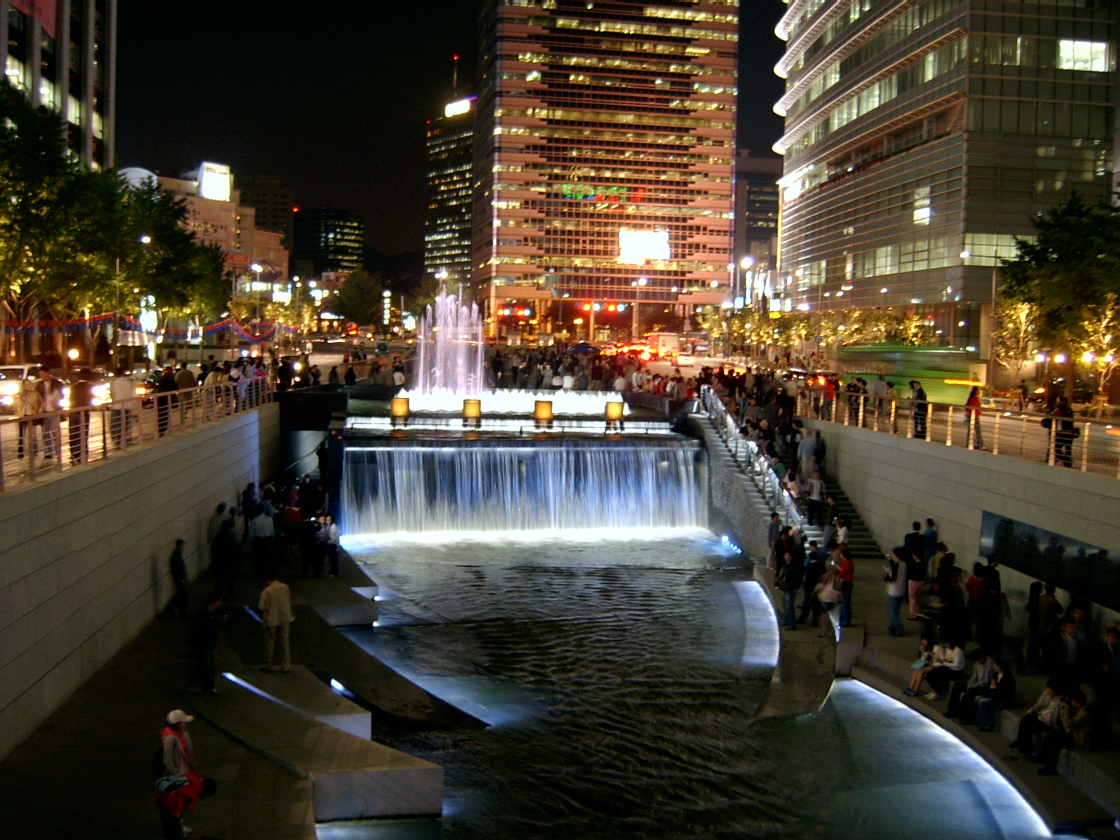
Imagens noturnas.
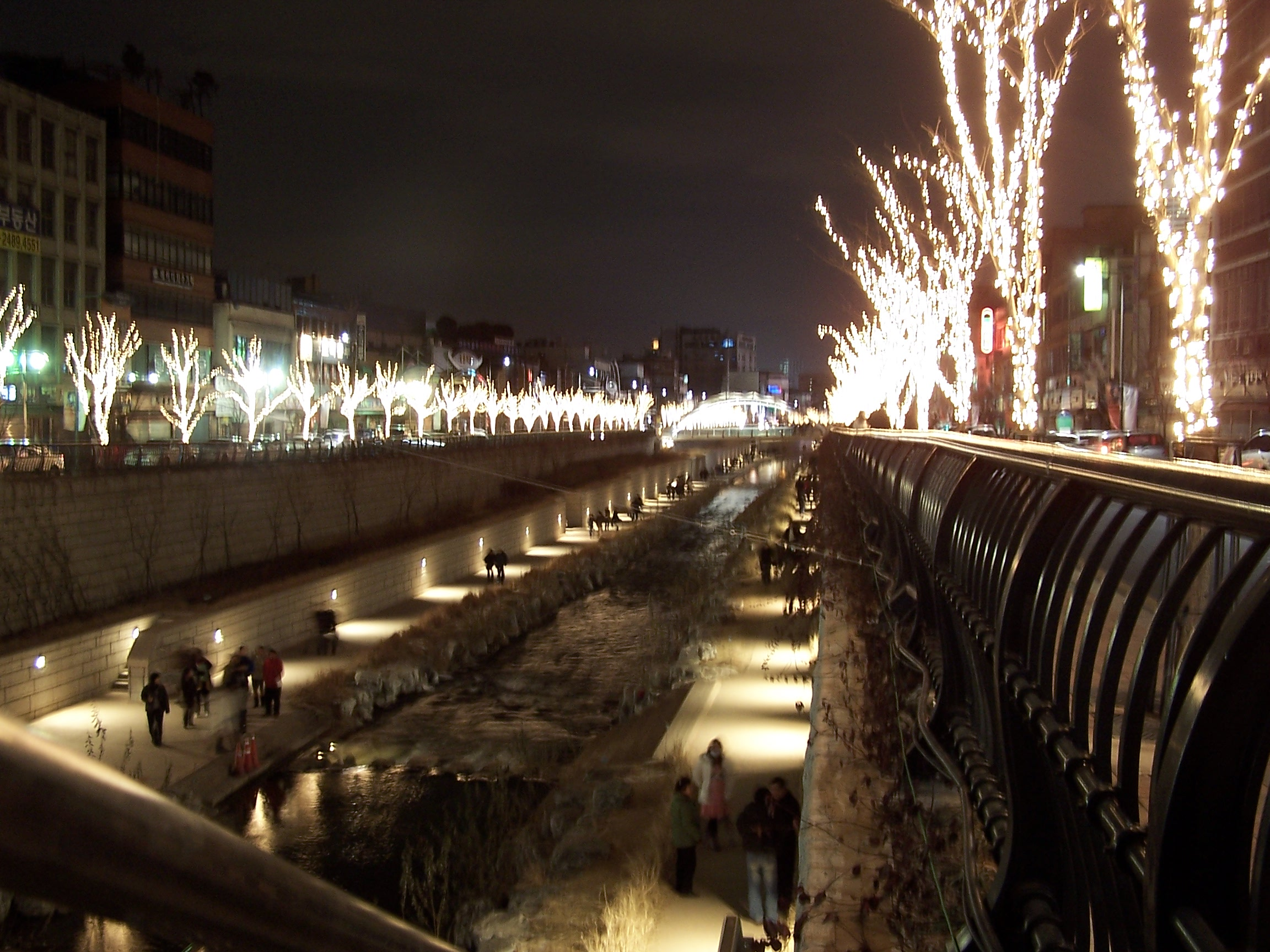
Totalmente iluminado!